# Гладышевский, Евгений Иванович
Евгений Иванович Гладышевский (укр. Євген Іванович Гладишевський ; 14 апреля 1924, Реклинец — 5 августа 2012, Львов) — украинский и советский химик, специалист в области кристаллохимии. Доктор химических наук. Профессор Львовского университета. Основатель Львовской кристаллохимического школы. Заслуженный деятель науки Украинской ССР (1979), Лауреат Государственной премии УССР в области науки и техники (1984), Стипендиат Президента Украины.

## Биография
Сын педагогов. После окончания Львовской академической гимназии в 1942 году поступил на химико-технологический факультет Львовского политехнического института (до 1945), затем — студент химического факультета Львовского университета (1945—1947), который закончил с отличием и стал работать ассистентом (1947—1954), впоследствии, доцентом (1954—1968) кафедры неорганической химии.
В 1953 году стал кандидатом наук, защитив диссертацию «Твердые растворы на основе интерметаллических соединений». В 1967 году защитил докторскую диссертацию «Исследования по кристаллохимии силицидов и германидов» в МГУ, в которых установил ряд важных кристалохимических закономерностей образования интерметаллических соединений и их кристаллических структур.
В том же 1967 году был избран деканом химического факультета Львовского государственного университета имени Ивана Франко, в 1968 году — профессор и заведующий кафедрой неорганической химии, которой руководит до 1989 года. Одновременно (1971—1991) занимал должность проректора по научной работе. Затем работает на должностях профессора (1989—1998) и главного научного сотрудника (1999—2001).

## Научная деятельность
Профессор Е. Гладышевский — автор более 550 научных трудов: монографий, статей, авторских свидетельств и патентов, посвящённых исследованию взаимодействия компонентов в металлических системах и определению кристаллической структуры соединений.
Один из основателей Львовской научной школы «Кристаллохимия» и её руководитель (1972—1995), член Международного союза кристаллографов, председатель Комитета кристаллографов Украины (1993—2004), действительный член и председатель комиссии по химии Научного общества им. Шевченко (1992—2012), член секции химии Государственного комитета Украины по премиям в области науки и техники, членом редколлегии ряда научных журналов, и др.
Похоронен во Львове на Яновском кладбище.